# Shiya
Shiya (kinesiska: 石垭乡, 石垭) är en socken i Kina. Den ligger i provinsen Sichuan, i den sydvästra delen av landet, omkring 320 kilometer öster om provinshuvudstaden Chengdu. Antalet invånare är 12 825. Befolkningen består av 6 383 kvinnor och 6 442 män. Barn under 15 år utgör 19,0 %, vuxna 15-64 år 70 %, och äldre över 65 år 10,0 %.
Genomsnittlig årsnederbörd är 1 699 millimeter. Den regnigaste månaden är september, med i genomsnitt 337 mm nederbörd, och den torraste är december, med 12 mm nederbörd.